# Никитин, Константин Иванович
Константин Иванович Никитин — советский хозяйственный, государственный и политический деятель.

## Биография
Родился в 1907 году в семье рабочего. Член КПСС с 1929 года.
С 1922 года — на хозяйственной, общественной и политической работе. В 1922—1961 гг. — ученик слесаря, слесарь, матрос Каспийского морского пароходства, заведующий отделом Красноводского и Фарабского райкомов КП(б) Туркмении, заместитель председателя Ташаузского райисполкома, заведующий сектором ЦИК Туркменской ССР, главный арбитр при Совнаркоме Турменской ССР, заместитель Народного комиссара госконтроля, Народный комиссар коммунального хозяйства Туркменской ССР, Народный комиссар финансов Туркменской ССР, министр финансов Туркменской ССР.
Избирался депутатом Верховного Совета СССР 2-го и 3-го созыва, Верховного Совета Туркменской ССР 2-5-го созывов.
Умер в 1966 году.